# Пограничные сторожевые корабли проекта 1248
Пограничные сторожевые корабли проекта 1248 «Москит» — серия советских речных малых артиллерийских и сторожевых кораблей морских частей пограничных войск СССР и Береговой охраны пограничной службы ФСБ Российской Федерации.
Относятся к кораблям 3-го ранга.

## История

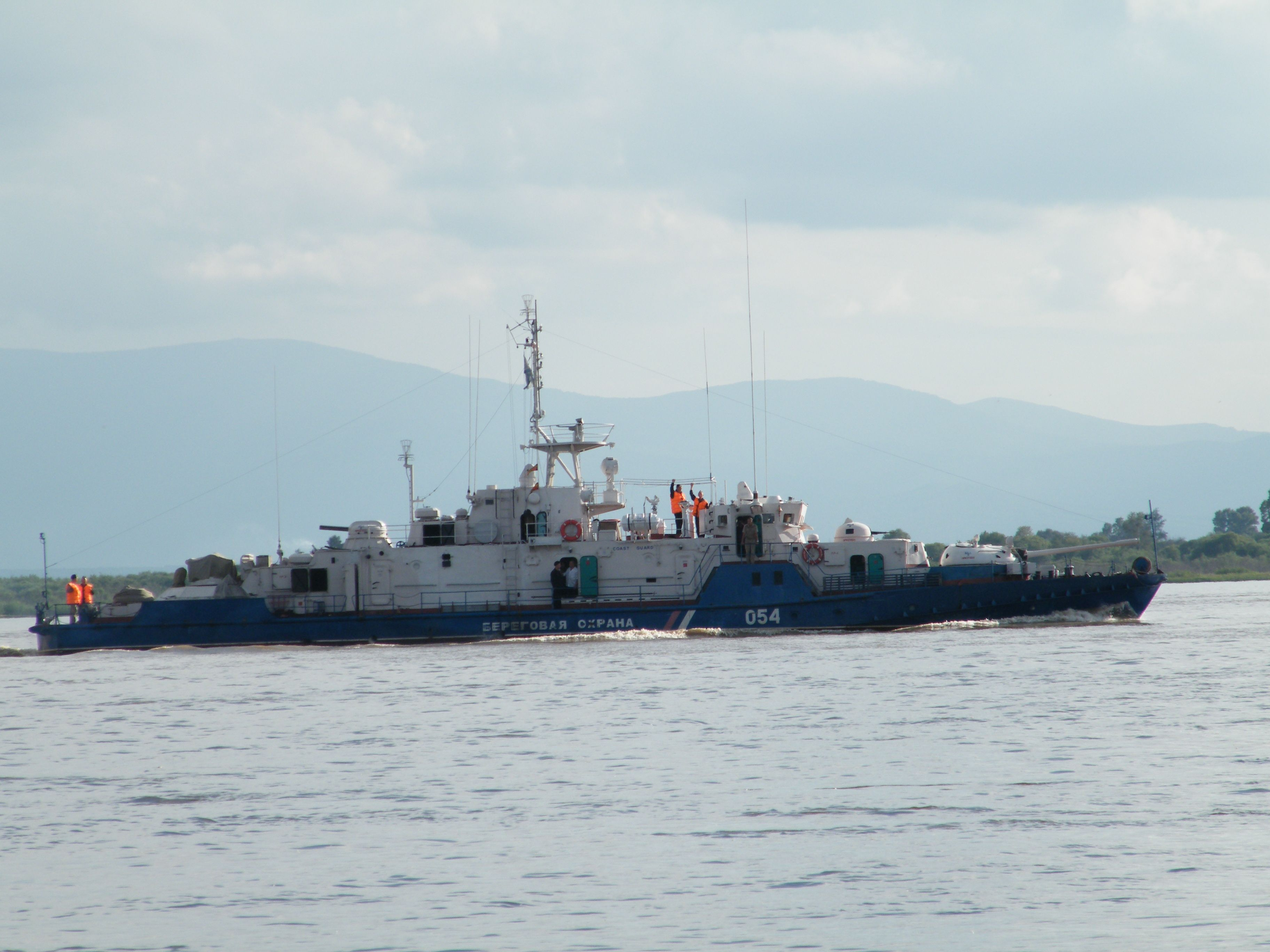
ПСКР-305 проекта 1248. 2014 год

Сторожевые корабли проекта 1248 появились как развитие предыдущего проекта 1208. Они разрабатывались специально для пограничных войск и имели заметно меньшее водоизмещение (205 тонн стандартного водоизмещения у проекта 1248 против 423 тонн у проекта 1408). Проектирование началось в Зеленодольском проектно-конструкторском бюро в 1975 году.
Бронирование новых кораблей соответствовало МАК проекта 1208, но вооружение было сокращено наполовину. Кроме того на корабли проекта 1248 поставили артиллерийский комплекс АК-306 вместо установленного на 1208 АК-630, поскольку на маленьком корабле было невозможно разместить систему управления огнем «Вымпел».
Головным кораблем серии стал ПСКР-300, построенный на Сретенском судостроительном заводе в 1979 году. Следом за ним была построена вся серия кораблей. В дальнейшем на Хабаровском судостроительном заводе была построена серия кораблей проекта 1249 в корпусе проекта 1248, с ещё более сокращенным вооружением, которые предназначались для штабных и управленческих целей.
Пограничников проект 1248 вполне устраивал. С точки зрения боевой единицы он был очень большим бронекатером. На проектах 1208 и 1248 завершилась эволюция советских речных боевых кораблей.
В годы существования СССР сторожевые корабли проекта 1248 служили в составе пограничных войск КГБ СССР на реке Амур. Впоследствии они перешли в состав пограничных войск Российской Федерации. В 2003 году первые корабли серии были списаны, а большинство оставшихся получили собственные названия. 
В 1990 году шесть ПСКР модернизированного проекта 12481 (от ПСКР-317 до ПСКР-322) были переданы на Тихоокеанский флот ВМФ СССР, в составе которого они назывались артиллерийскими катерами (АК-440, АК-459, АК-467, АК-469, АК-313 и АК-320). В ноябре 1994 года они были возвращены пограничной охране и вернулись на Амур.
Большая часть кораблей проекта 1248 продолжает службу в Береговой охране России на реке Амур в составе 12-й (Благовещенск), 13-й (Ленинское) и 14-й (Казакевичево) отдельных бригад пограничных сторожевых кораблей.

## Некоторые характеристики

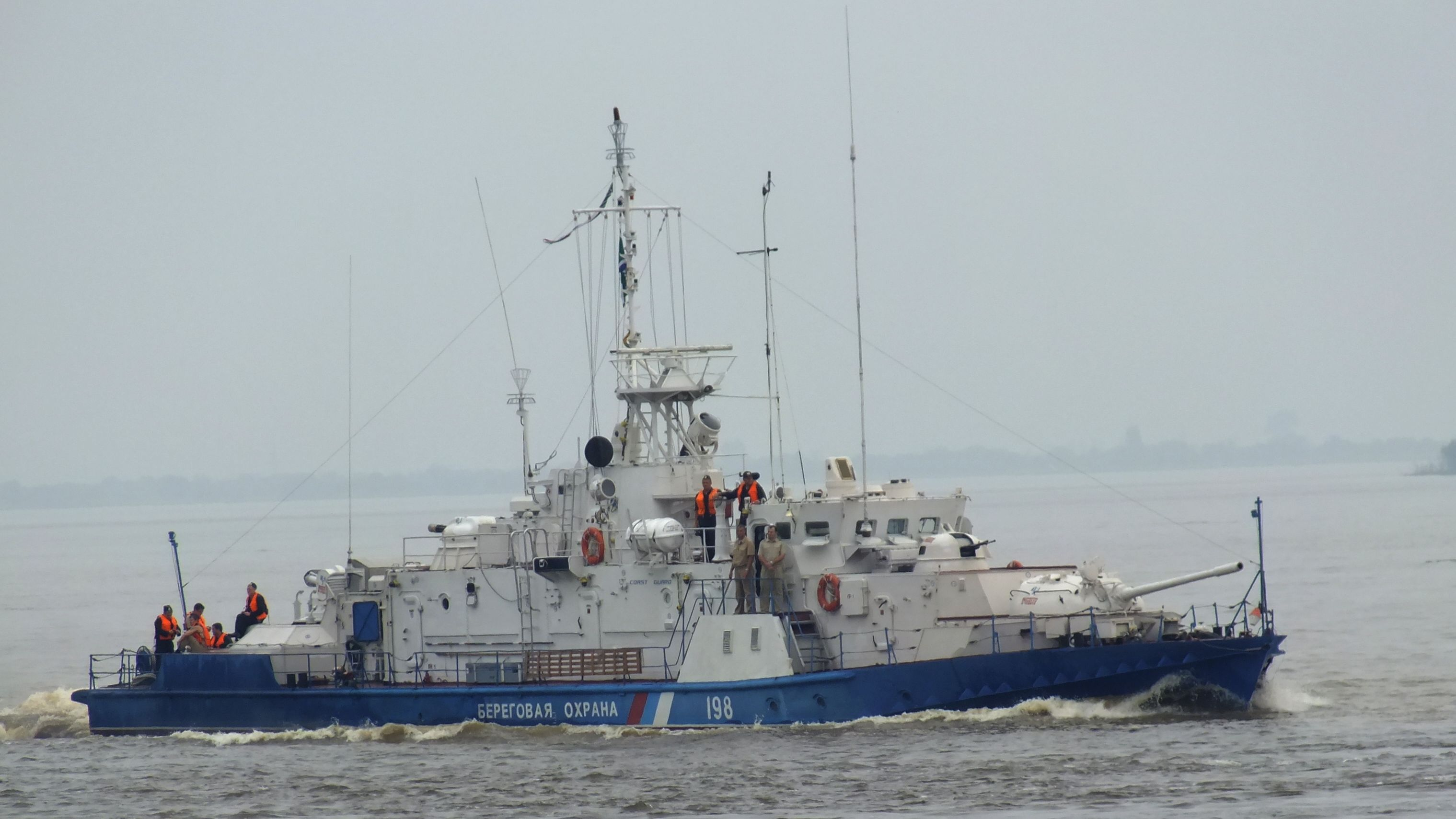
ПСКР «Василий Поярков». 2014

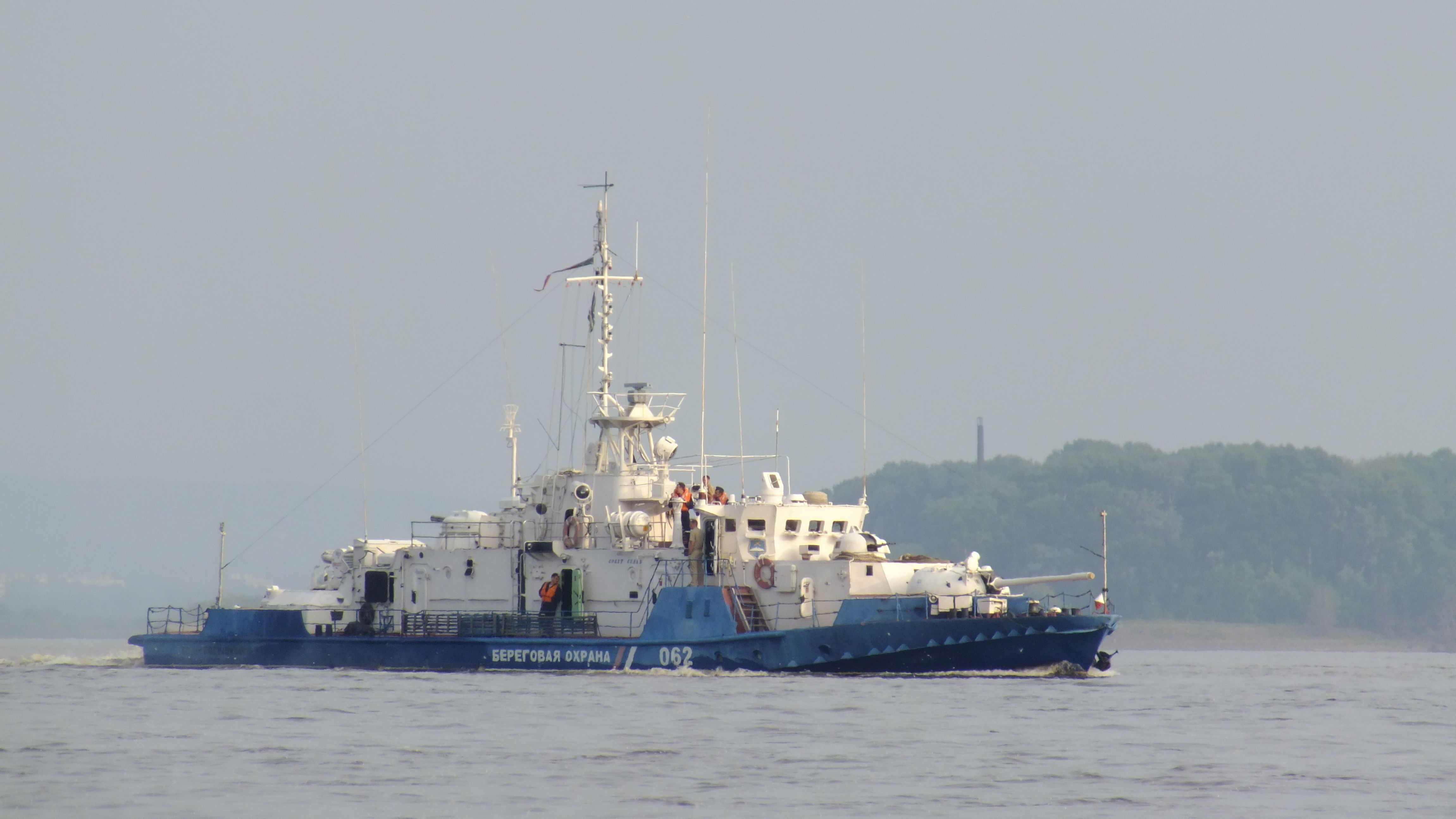
«60 лет пограничных войск». 2015 год

### Основные характеристики
Водоизмещение: стандартное — 201,7, 205,2 или 213 тонн; полное — 213,7, 215,7 или 229 тонн.
Длина: наибольшая — 38,9 метров.
Ширина: наибольшая — 6,1 или 6,26 метров.
Осадка: 1,22, 1,25 или 1,27 метров.
Скорость хода: полного — 15,8 или 17,5 узлов (от 29,3 до 32,4 км/час); экономического — 10 узлов (18,4 км/ч).
Силовая установка: главная энергетическая установка — 3 дизеля М-401Б по 945 или 1100 л. с.; число винтов — 3; источники электроэнергии — 2 дизель-генератора суммарной мощностью 300 кВт.
Дальность плавания: 500 или 629 миль при экономической скорости в 10 узлов; 212 миль при наибольшей скорости.
Запас топлива: 9,95 тонн дизельного топлива.
Запас воды: 1,37 тонн.
Автономность плавания: 7 суток.

### Бронирование и вооружение
Бронирование: борт — 8 мм, броневой пояс (цитадель) — 20 мм, верхняя палуба (цитадель) — 35 мм, барбеты — 35 мм, башня 100-мм артиллерийской установки — 100—200 мм.
Артиллерийское вооружение:
- 1 — 100-мм пушка Д-10Т2С в башне танка Т-55, боекомплект — 100 унитарных выстрелов;
- 1 х 6 — 30-мм артиллерийская установка АК-306 (шестиствольная);
- 1 — 30-мм башенный гранатомет БП-30 (гранатомёт АГ-17М);
- 1 х 2 — 12,7-мм турельно-башенная установка «Утес-М» (два пулемета НСВ);
- 1 — 7,62-мм пулемет ПКТ, спаренный с пушкой Д-10Т2С в башне Т-55.

Ракетное вооружение:
- 1 х 2 — ракетный комплекс А-223 «Снег» (двухствольная пусковая установка ЗИФ-121М для 140-мм осколочно-фугасных турбореактивных снарядов М-14ОФ с боекомплектом в 40 НУР);
- переносной зенитно-ракетный комплекс Стрела-2М (8 зенитных управляемых ракет).

Радиолокационное вооружение: навигационная радиолокационная система «Миус».

### Экипаж
21 человек (в том числе 3 офицера).

## Корабли[3][6][7]
| Название                                                                  | Заводской № | Проект | Вступил в строй | Списан | Бортовые номера                          | Примечания |
| ------------------------------------------------------------------------- | ----------- | ------ | --------------- | ------ | ---------------------------------------- | ---------- |
| ПСКР-300                                                                  | № 301       | 1248   | 1979            | 2003   | 048, 038? (1983), 033, 170? (1985)       |            |
| ПСКР-301                                                                  | № 302       | 1248   | 1980            | 2003   | 179 (1990), 021 (11.1990)                |            |
| ПСКР-302                                                                  | № 303       | 1248   | 1980            | 2003   | 139 (1990)                               |            |
| ПСКР-303                                                                  | № 304       | 1248   | 1981            | 2003   | 022 (1983), 033 (1986)                   |            |
| ПСКР-304                                                                  | № 305       | 1248   | 1981            | 2003   |                                          |            |
| ПСКР-305                                                                  | № 306       | 1248   | 1982            |        | 108, 054 (2005—2014)                     |            |
| ПСКР-306, «Вихрь» (с 2003)                                                | № 307       | 1248   | 4.09.1982       |        | 118, 191(2012)                           |            |
| ПСКР-307, «Шторм» (с 2003)                                                | № 308       | 1248   | 1983            |        | 056 (2007)                               |            |
| ПСКР-308                                                                  | № 309       | 1248   | 1983            |        | 136 (1990), 197 (1990), 060              |            |
| ПСКР-309, «Гроза» (с 2003)                                                | № 1310      | 1248   | 1984            |        | 057 (2012)                               |            |
| ПСКР-310, «60 лет пограничных войск» (с 2003)                             | № 1311      | 1248   | 1984            |        | 111 (1990), 062 (1994)                   |            |
| ПСКР-311                                                                  | № 1312      | 1248   | 1985            | 2017   | 064 (2007—2015)                          |            |
| ПСКР-312, «Шквал» (с 2002)                                                | № 1313      | 1248   | 12.10.1985      | 2016   | 138 (2004)                               |            |
| ПСКР-313, «Хабаровск» (с 31.05.2003)                                      | № 1314      | 1248   | 1986            |        | 075 (1986), 125? (1990), 137 (2003—2014) |            |
| ПСКР-314, «Тайфун» (с 2002)                                               | № 1315      | 1248   | 30.10.1986      |        | 082 (1988), 013 (1992), 127 (2000)       |            |
| ПСКР-315                                                                  | № 1316      | 1248   | 15.09.1987      | 2017   | 198? (2008)                              |            |
| ПСКР-316                                                                  | № 1317      | 1248   | 22.10.1987      |        | 192 (2000)                               |            |
| ПСКР-317, АК-440 (с 1990 по 25.11.1994), «Благовещенск» (с 2003)          | № 1318      | 12481  | 1988            |        | 190 (2006)                               |            |
| ПСКР-318, АК-459 (с 1990 по 25.11.1994), «Смерч» (с 2003)                 | № 1319      | 12481  | 1988            |        | 145 (2000)                               |            |
| ПСКР-319, АК-467 (с 1990 по 25.11.1994)                                   | № 1320      | 12481  | 1989            |        | 115 (1989) 169 (1991) 193 (1994)         |            |
| ПСКР-320, АК-469 (с 1990 по 25.11.1994), «Ураган» (с 2003)                | № 1321      | 12481  | 1989            |        | 167 (2009)                               |            |
| ПСКР-321, АК-313 (с 1990 по 25.11.1994)                                   | № 1322      | 12481  | 1990            |        | 188 (1998)                               |            |
| ПСКР-322, АК-320 (с 1990 по 25.11.1994), «Василий Поярков» (с 11.02.1999) | № 1323      | 12481  | 1991            |        | 198 (2006)                               |            |

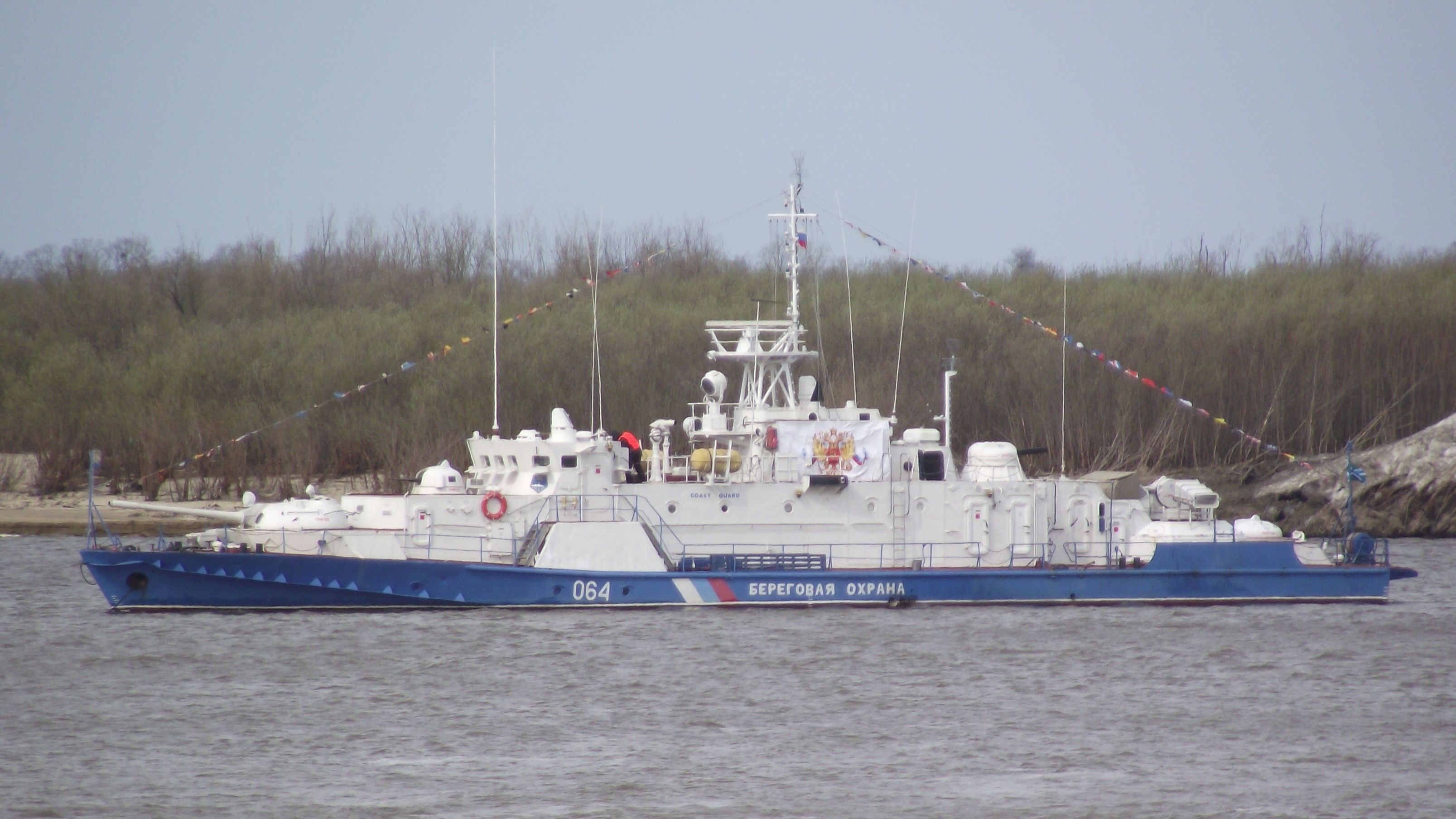
ПСКР-311. 2011 год.
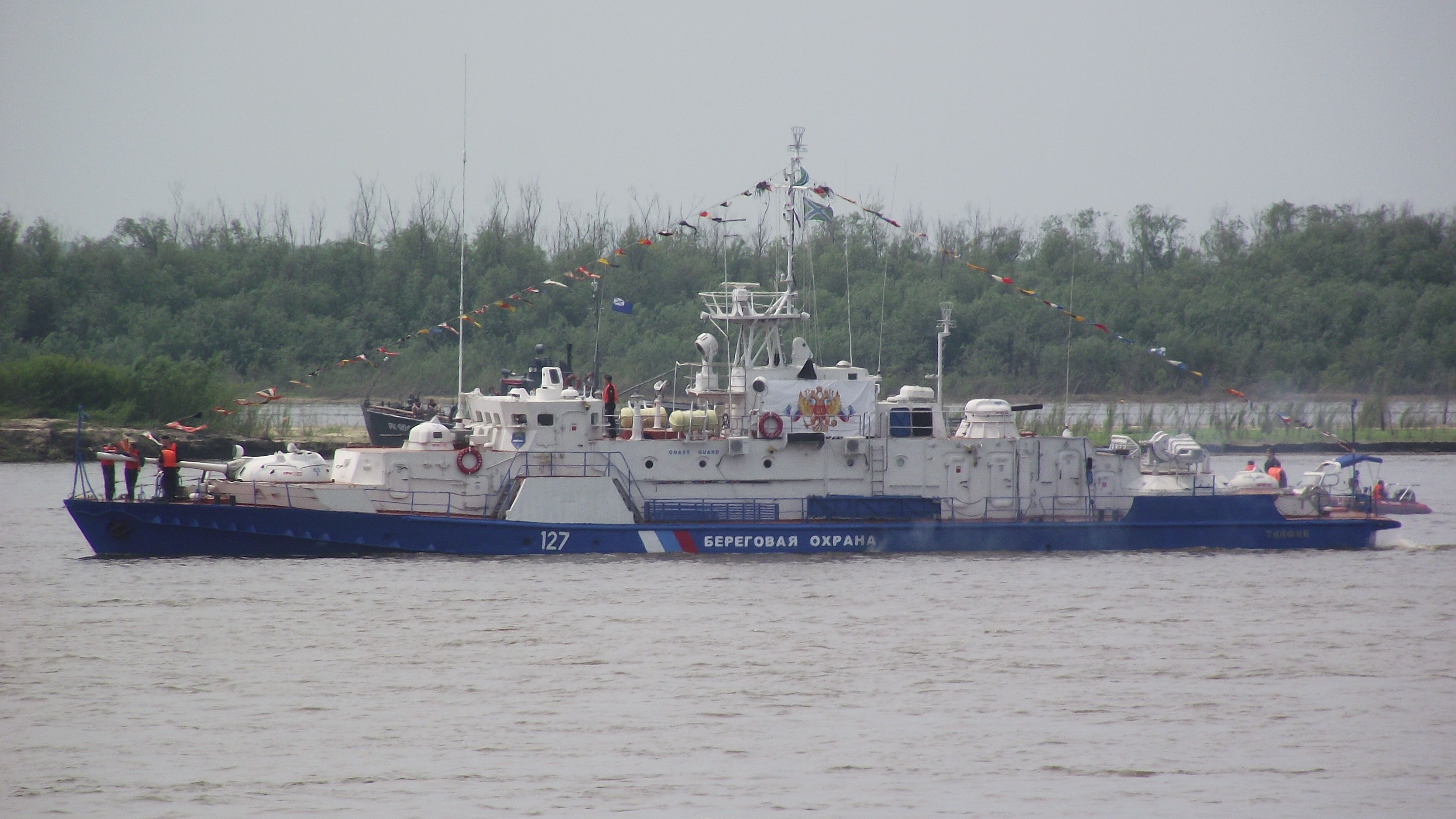
ПСКР «Тайфун». 2011 год
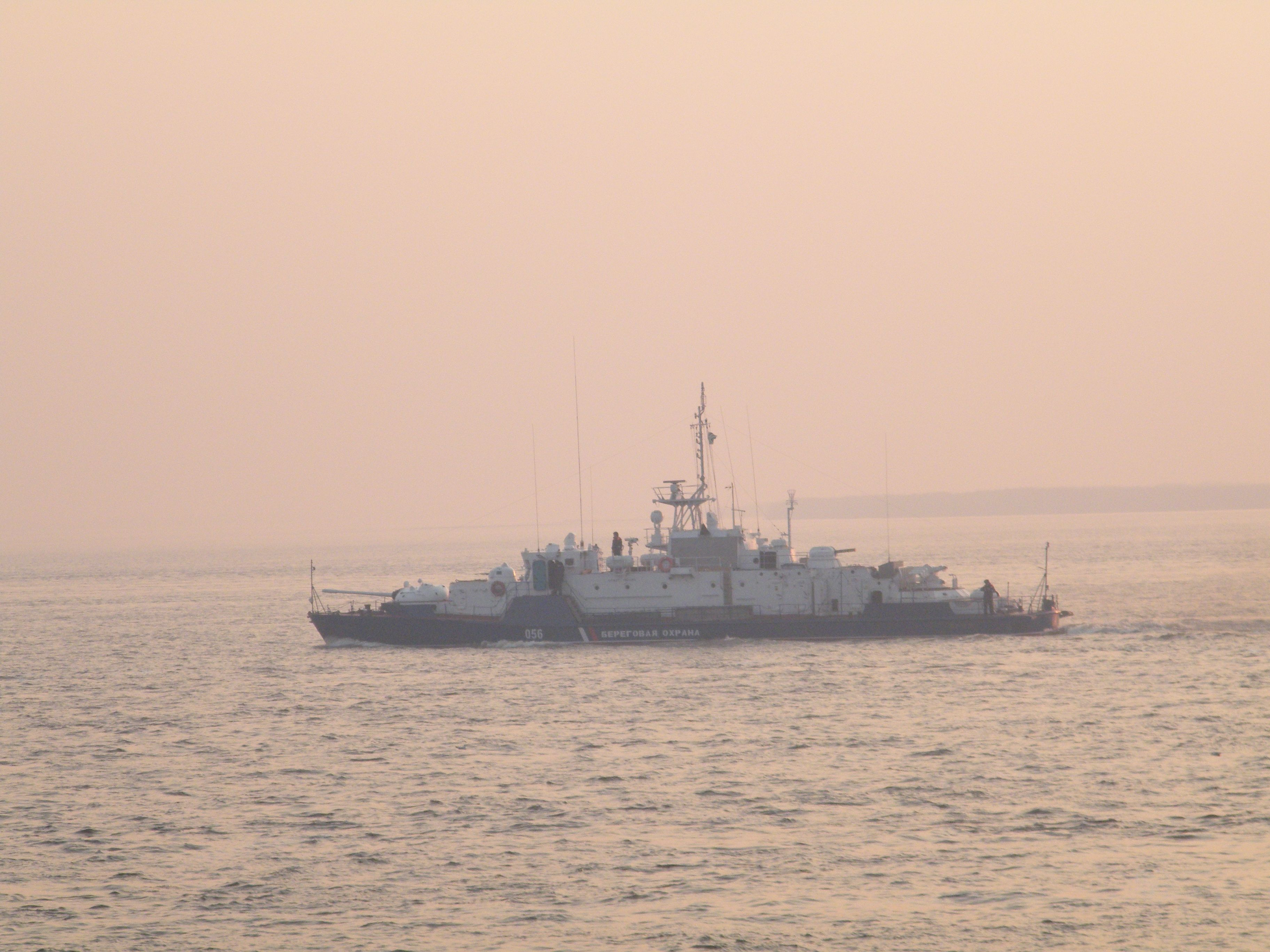
ПСКР «Шторм». 2013 год
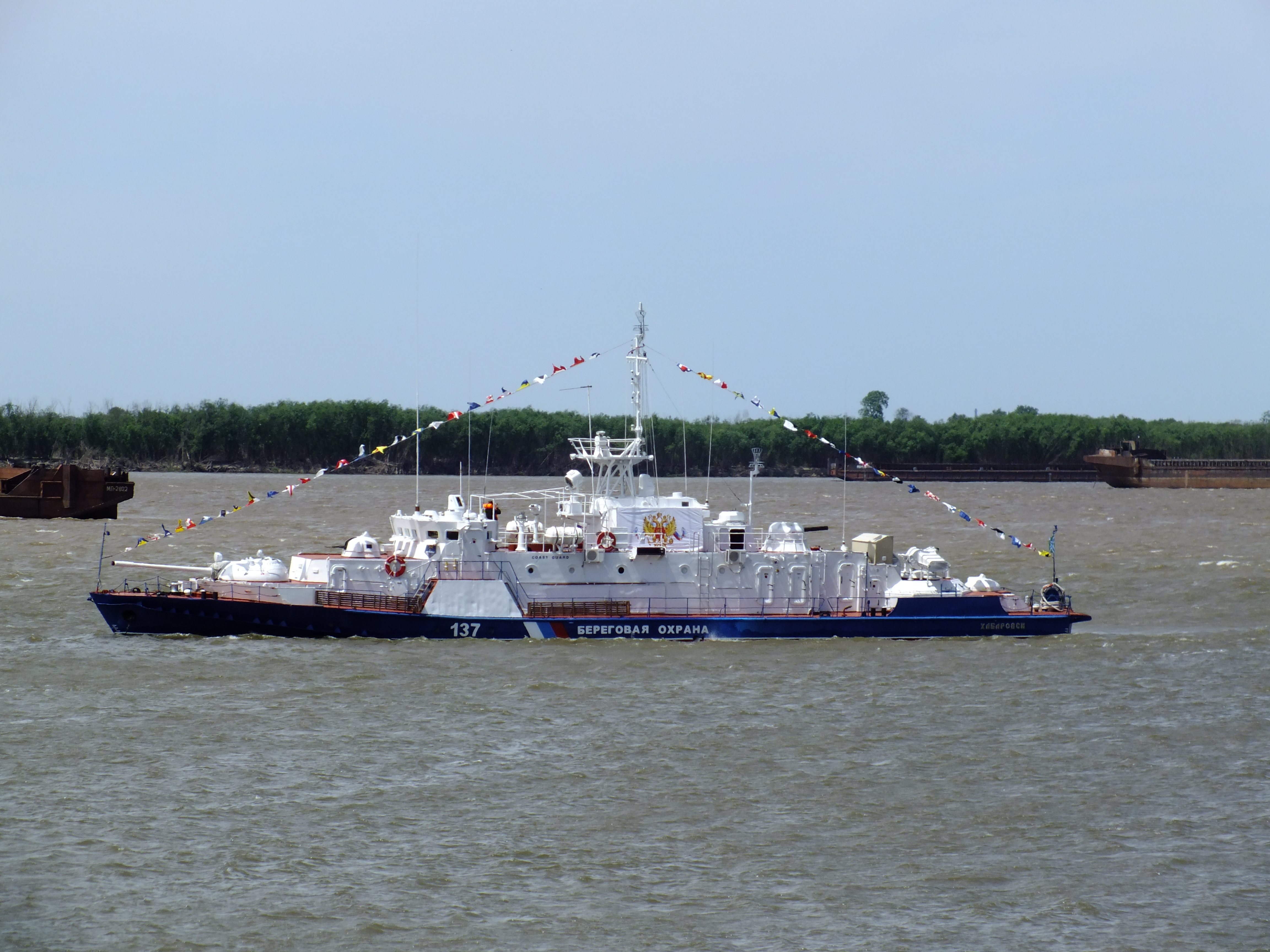
ПСКР «Хабаровск». 2014 год
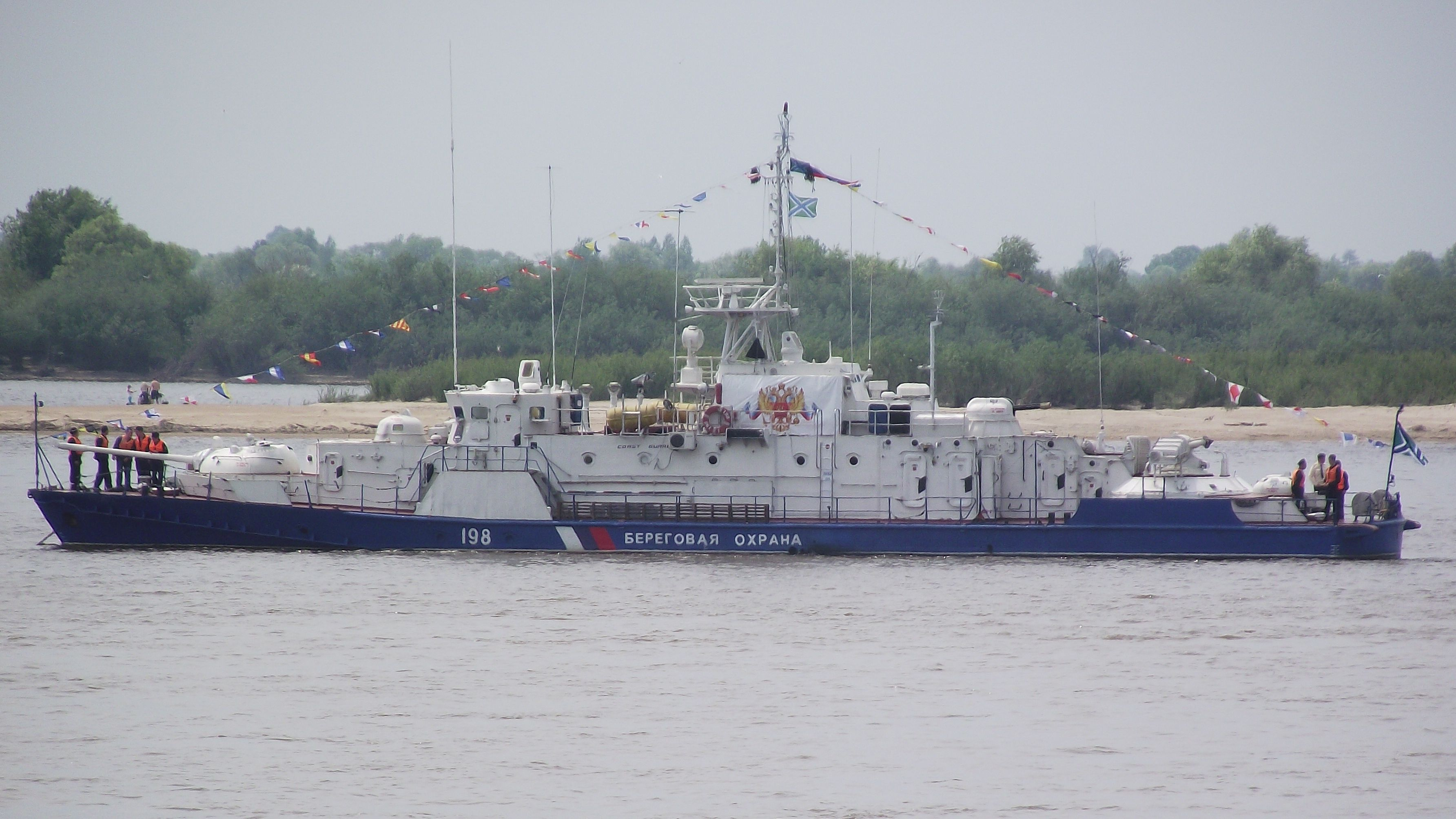
ПСКР «Василий Поярков». 2011 год
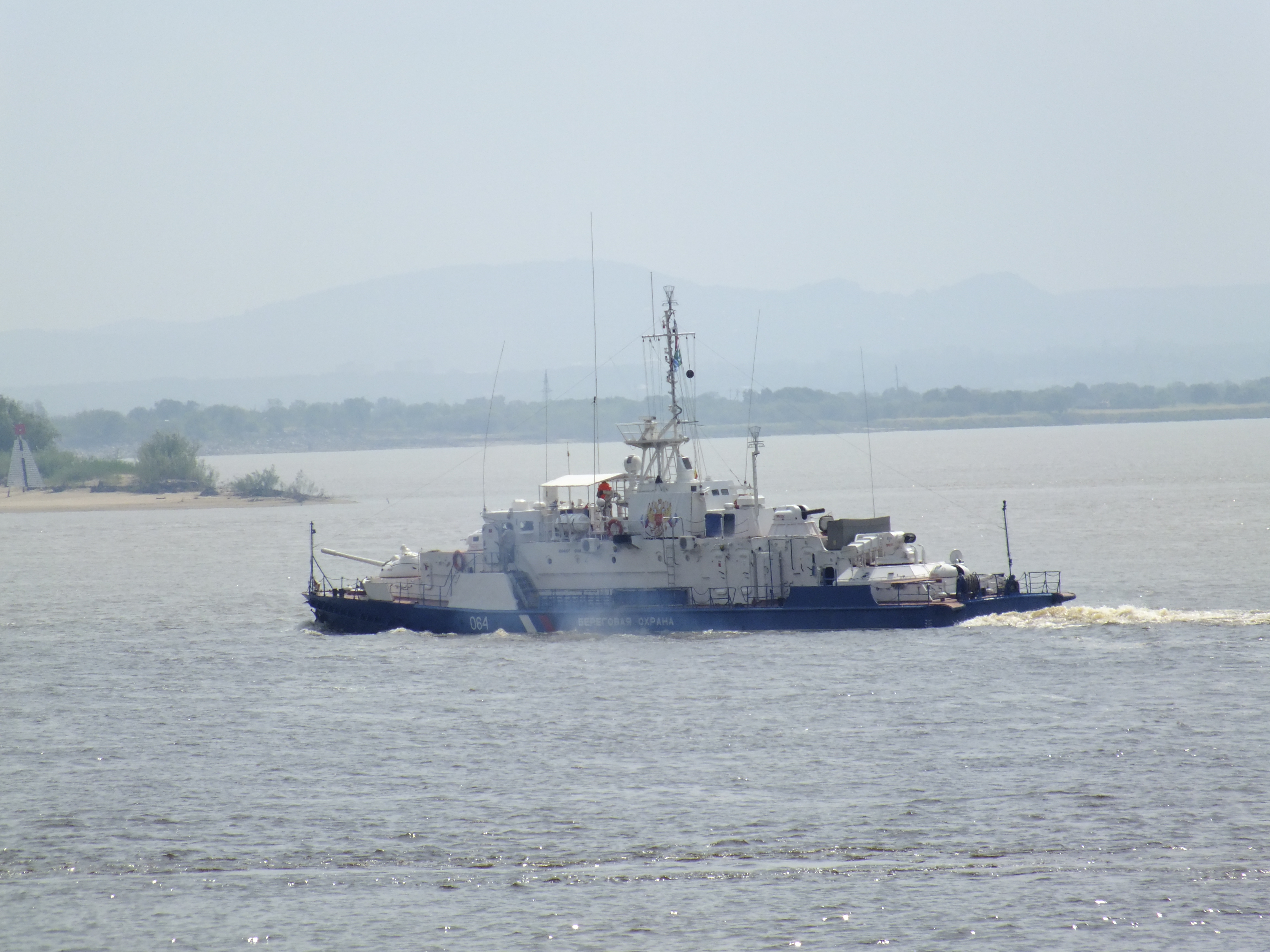
ПСКР-311. 2015 год

## Модернизации
На пяти установили НРЛС «Лиман», на одном в 2012 году установили НРЛС МР-3ПВ «Лиман-18М1», на одном в 2012 году установили НРЛС МР-5ПВ «Галс», предположительно на одном установили НРЛС МР-415 «Поиск».